# Оштинская волость
О́штинская во́лость — волость в составе Лодейнопольского уезда Олонецкой губернии.

## Общие сведения
Волостное правление располагалось в селении Оштинский погост.
В состав волости входили сельские общества, включающие 194 деревни:
- Барановское общество
- Верховское общество
- Водлицкое общество
- Вознесенское общество
- Косельгское общество
- Коштугское общество
- Кузринское общество
- Курвошское общество
- Мегорское общество
- Оштинское общество
- Роксинское общество
- Шустручское общество

На 1890 год численность населения волости составляла 11 094 человека.
На 1905 год численность населения волости составляла 12 227 человек. В волости насчитывалось 2215 лошадей, 3410 коров и 6961 голова прочего скота.
В ходе реформы административно-территориального деления СССР в 1927 году волость была упразднена. 
В настоящее время территория Оштинской волости относится в основном к Вытегорскому району Вологодской области.